# Dietmar Hötger
Dietmar Hötger (Hoyerswerda, 8 de junio de 1947) es un deportista de la RDA que compitió en judo.
Participó en dos Juegos Olímpicos de Verano en los años 1972 y 1976, obteniendo una medalla de bronce en la edición de Múnich 1972 en la categoría de –70 kg. Ganó dos medallas en el Campeonato Mundial de Judo en los años 1971 y 1973, y cinco medallas en el Campeonato Europeo de Judo entre los años 1970 y 1976.

## Palmarés internacional
| Juegos Olímpicos   | Juegos Olímpicos        | Juegos Olímpicos  | Juegos Olímpicos |
| Año                | Lugar                   | Medalla           | Categoría        |
| ------------------ | ----------------------- | ----------------- | ---------------- |
| 1972               | Múnich (RFA)            | Medalla de bronce | –70 kg           |
| Campeonato Mundial |                         |                   |                  |
| Año                | Lugar                   | Medalla           | Categoría        |
| 1971               | Ludwigshafen (RFA)      | Medalla de bronce | –70 kg           |
| 1973               | Lausana (Suiza)         | Medalla de plata  | –70 kg           |
| Campeonato Europeo |                         |                   |                  |
| Año                | Lugar                   | Medalla           | Categoría        |
| 1970               | Berlín Oriental (RDA)   | Medalla de plata  | –70 kg           |
| 1972               | Voorburg (Países Bajos) | Medalla de oro    | –70 kg           |
| 1973               | Madrid (España)         | Medalla de oro    | –70 kg           |
| 1975               | Lyon (Francia)          | Medalla de bronce | –70 kg           |
| 1976               | Kiev (URSS)             | Medalla de plata  | –70 kg           |